# Inocência (filme de 1949)
Inocência é um filme brasileiro de 1949 dirigido por Luiz de Barros e Fernando de Barros, com roteiro de Luiz de Barros baseado no romance homônimo de Alfredo d'Escragnolle Taunay.
No elenco, Maria Della Costa, Sadi Cabral, Zé Trindade e Amadeu Celestino.
A história se passa em Minas Gerais, mas o filme foi rodado em Goiás [carece de fontes?].